# 女登
女登（?—?），又称任姒，是炎帝的母亲，少典的正妃，出自有蟜氏。
女登在华阳游玩时，有一神龙来伴。女登因此怀孕，生下炎帝。传说炎帝生下来三天能言，五天能走，七天就长全了牙齿。炎帝牛首人身。长在姜水畔。炎帝长大后就以姜为姓。